# Bełchatów
Bełchatów (udtale: [bɛu̯ˈxatuf]  ( hør)  er en by og kommune (Gmina) i det centrale Polen. Den ligger  i voivodskabet Łódźsk (Województwo łódzkie) og har 54.338(2021) indbyggere, og et areal på 34,64  km².  Den  er administrationsby i powiat (amt) Bełchatów
Bełchatów kraftværk (en),  er det største kuldrevne kraftværk i Europa og det femtestørste i verden. Den producerer 27–28 TWh elektricitet om året, eller 20 % af den samlede elproduktion i Polen 8.000 mennesker arbejder direkte for virksomheden, der driver kulminen og elværkerne.

## Gallery
- Energiselskabet PGEs hovedkvarter
- GKS Bełchatów Stadion
- Olszewski Manor
- Bibliotek
- Udsigt mod kraftværkerne og brunkulsmine